# Quinta da Graça
Quinta da Graça est une localité de Sao Tomé-et-Principe située au nord-est de l'île de São Tomé, dans le district de Mé-Zóchi.

## Population
Lors du recensement de 2012, 58 habitants y ont été dénombrés.